# ネイルアーティスト
ネイルアーティスト（英語：Nail Artist）は、ネイルアートに優れていると自称する場合の呼称、または、所属団体での肩書き。一般的なネイリストとの差別化を意図している場合が多い。

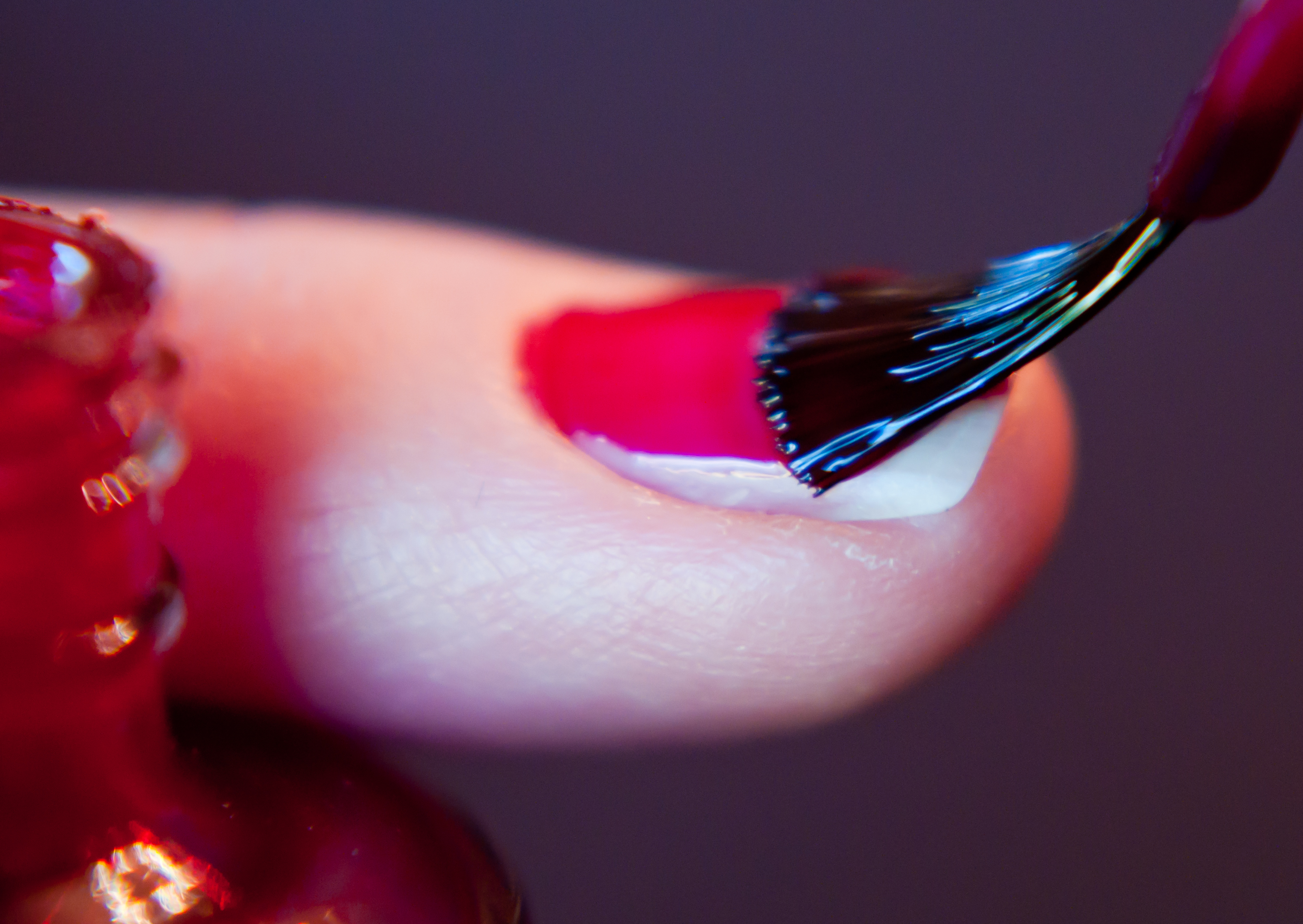
爪をカンバス(キャンバスcanvas)にしてアートを描く、時には彫刻(スカルプチャーsculpture)も・・。

一般的なマニキュアや人工爪の施術（つけ爪）など、爪を美しく魅せる技能をもつプロフェッショナルを、日本では主にネイリスト、米英などでは主にネイルテクニシャン呼ぶ。つけ爪の材料や装飾手法が高度化し、多様な流行情報が増すにつれ、アート(ネイルデザイン)に特化した力量の需要が高まってきている。そのような背景から、ネイルアーティストという呼称が生まれたと思われる。
ネイルアーティストという資格は、日本では公的にも民間にも存在しない。ネイルアーティストを名乗る人の多くは、日本ではネイリスト、米英などではネイルテクニシャンである場合が多いが、デザイン系の専門学校や大学などからキャリアを積んでネイルアーティストを名乗る人も稀にいる。
米英のネイルサロンの求人広告などでは、そのサロンでの役職名として、主任クラスをネイルアート・テクニシャン、そうでない者を単に「ネイル・テクニシャン」(米英では公的資格)と格付けしていることがある。